# Halichondria almae
Halichondria almae är en svampdjursart som först beskrevs av Carballo, Uriz och Garcia-Gomez 1996.  Halichondria almae ingår i släktet Halichondria och familjen Halichondriidae. Inga underarter finns listade i Catalogue of Life.